# Ferry Hakozaki
Die Ferry Hakozaki war ein 1973 in Dienst gestelltes Fährschiff der japanischen Reederei Meimon Car Ferry. Sie wurde bis 1994 zwischen Osaka und Shinmoji eingesetzt. Anschließend fuhr das Schiff unter philippinischer Flagge, zuletzt seit 2012 als St. Joan of Arc. 2016 ging die Fähre zum Abbruch ins indische Alang.

## Geschichte
Die Ferry Hakozaki entstand unter der Baunummer 240 in der Werft von Onomichi Zosen in Onomichi und wurde am 28. Mai 1973 an Meimon Car Ferry abgeliefert. Sie stand fortan auf der Strecke von Osaka nach Shinmoji im Einsatz. Das Schwesterschiff der Ferry Hakozaki war die ebenfalls 1973 in Dienst gestellte und später auf die Philippinen verkaufte Ferry Sumiyoshi, die 2013 als St. Thomas of Aquinas nahe Cebu sank, wobei mehr als 90 Menschen ums Leben kamen.
Zwischen 1982 und 1986 wurde die Ferry Hakozaki von der Reederei Keihin Rentan Kogyo betrieben, ehe sie wieder an Meimon Car Ferry ging. Im März 1992 erhielt sie den neuen Namen Ferry Cosmo. Von August bis Dezember 1992 stand das Schiff kurzzeitig zwischen Osaka und Beppu im Einsatz. 1994 wurde es nach 21 Dienstjahren ausgemustert und als Aboitiz Superferry V an die Aboitiz Shipping Corporation nach Cebu verkauft.
In den folgenden Jahren stand die Fähre zwischen den Inseln der Philippinen im Einsatz. 1996 ging sie als Superferry 5 in den Besitz von WG&A Jebsens und 2008 in den Besitz von Abojeb Company über, seit Juni 2012 trug sie den Namen St. Joan of Arc. Zuletzt wurde das Schiff von der 2Go Group bereedert. Nach dem Untergang der St. Thomas of Aquinas blieb die St. Joan of Arc noch drei Jahre im Dienst, ehe sie zum Abbruch nach Alang verkauft wurde. Dort traf das Schiff am 2. Oktober 2016 unter dem Überführungsnamen Joan und der Flagge Palaus ein.